# Mamuşa
Mamuşa (nome ufficiale in turco; in serbo Мамуша?, Mamuša; in albanese Mamushë) è un comune del Kosovo, nel distretto di Prizren. È l'unico comune del Kosovo in cui la maggioranza della popolazione è di etnia turca. Con i suoi 11,7 km2 di superficie è anche il secondo comune più piccolo del Kosovo, preceduto solo da Mitrovica Nord.

## Geografia fisica
Il comune di Mamuşa è attraversato dal fiume Toplluha, che scorre dal vicino paese di Nepërbisht in direzione del Drin Bianco, nel quale si getta.

## Storia
Il toponimo appare per la prima volta nelle fonti letterarie nel 1348 nella forma Momouše.
Dopo l'annessione del Kosovo da parte del Regno di Serbia in seguito alla Prima guerra balcanica, il governo serbo insediò un comando militare nella località, che divenne parte del comune di  Zojić (in albanese Zojz, ora nel comune di Prizren).
Dopo la guerra del Kosovo, nel 1999 furono dislocati a Mamuşa 80 soldati turchi della KFOR, che al 2018 continuavano a sorvegliare l'area.
Dal 2010 Mamuşa costituisce per la Repubblica del Kosovo un comune a sé stante, il cui territorio è stato staccato da Prizren.

## Società
| Composizione etnica |        |       |          |      |     |      |         |      |            |      |        |
| Anno/Etnia          | Turchi | %     | Albanesi | %    | Rom | %    | Ashkali | %    | Bosgnacchi | %    | Totale |
| 2011                | 5 128  | 93,12 | 327      | 5,94 | 39  | 0,71 | 12      | 0,22 | 1          | 0,02 | 5 507  |

## Amministrazione

### Gemellaggi
- Büyükçekmece[7]